# نویگرسدورف
نویگرسدورف (به آلمانی: Neugersdorf) یک منطقهٔ مسکونی در آلمان است که در ابرسباخ نویگرسدورف واقع شده‌است. نویگرسدورف ۵٬۹۷۸ نفر جمعیت دارد.

## خواهرخوانده
شهرهای گرونداو و Krapkowice خواهرخوانده‌های نویگرسدورف هستند.